# 원묵고등학교
원묵고등학교(元墨高等學校)는 대한민국 서울특별시 중랑구 묵동에 있는 공립 고등학교이다.

## 학교 연혁
- 2007년 3월 1일 : 초대 박평순 교장 취임
- 2007년 3월 2일 : 제1회 입학식 (10학급 296명)
- 2010년 2월 5일 : 제1회 졸업식(287명)
- 2010년 3월 1일 : 자율형 공립고등학교 전환
- 2019년 3월 4일 : 제4대 조재현 교장 취임

## 참고 자료
- 원묵고등학교 - 한국교육학술정보원 학교알리미